# La Roche-Rigault
La Roche-Rigault är en kommun i departementet Vienne i regionen Nouvelle-Aquitaine i västra Frankrike. Kommunen ligger i kantonen Loudun som tillhör arrondissementet Châtellerault. År 2022 hade La Roche-Rigault 562 invånare.

## Befolkningsutveckling
Antalet invånare i kommunen La Roche-Rigault
| Referens: INSEE |